# Heminothrus meakanensis
Heminothrus meakanensis är en kvalsterart som först beskrevs av K. Fujikawa 1982.  Heminothrus meakanensis ingår i släktet Heminothrus och familjen Camisiidae. Inga underarter finns listade i Catalogue of Life.